# Jankel Adler
Jankel Adler, all'anagrafe Jankiel Jakub Adler (Tuszyn, 26 luglio 1895 – Aldbourne, 25 aprile 1949) è stato un pittore polacco.

## Biografia
Jankiel Jakub Adler nacque in un sobborgo di Łódź nel 1895, settimo di dieci figli. Nel 1912 iniziò la sua educazione come incisore presso lo zio a Belgrado e due anni più tardi si trasferì in Germania, dove visse con la sorella a Barmen. Tra il 1918 e il 1922 viaggiò in continuazione, trasferendosi da Barmen a Łódź a Berlino e poi ancora a Barmen e infine a Dusseldorf. In questi anni si avvicinò a movimenti d'avanguardia e si unì a Franz Seiwert e Otto Freundlich nel gruppo noto come Progressisti di Colonia.
Insegnò per alcuni anni alla Kunstakademie Düsseldorf e durante i suoi anni da docente di accademia entrò in contatto con Paul Klee, che lo influenzò profondamente. Tra il 1929 e il 1930 viaggiò in Spagna e nel 1932 fu tra i firmatari di un appello contro l'ascesa del nazismo. In quanto ebreo e in quanto artista, Adler dovette affrontare una forte ostilità da parte del regime nazista e i suoi quadri furono bollati come arte degenerata già dal 1933. Di conseguenza Adler si trasferì a Parigi ed effettuò diversi viaggi in Polonia, Italia, Iugoslavia, Cecoslovacchia, Romania e Unione Sovietica. Intanto in Germania venticinque delle sue opere furono esposte alla mostra di arte degenerata a Monaco. 
Dopo lo scoppio della seconda guerra mondiale nel 1939, Adler si arruolò nell'esercito polacco, ma fu congedato due anni pià tardi a causa della sua cattiva salute. Si trasferì dunque in Scozia e, dopo un breve periodo londinese, trascorse i suoi ultimi anni ad Aldbourne, nello Wiltshire. Qui venne a conoscenza del fatto che nessuno dei suoi nove fratelli era sopravvissuto all'Olocausto. Morì ad Aldbourne nel 1949 all'età di cinquantatré anni ed è stato sepolto nel cimitero ebraico di Bushey.

## Galleria d'immagini

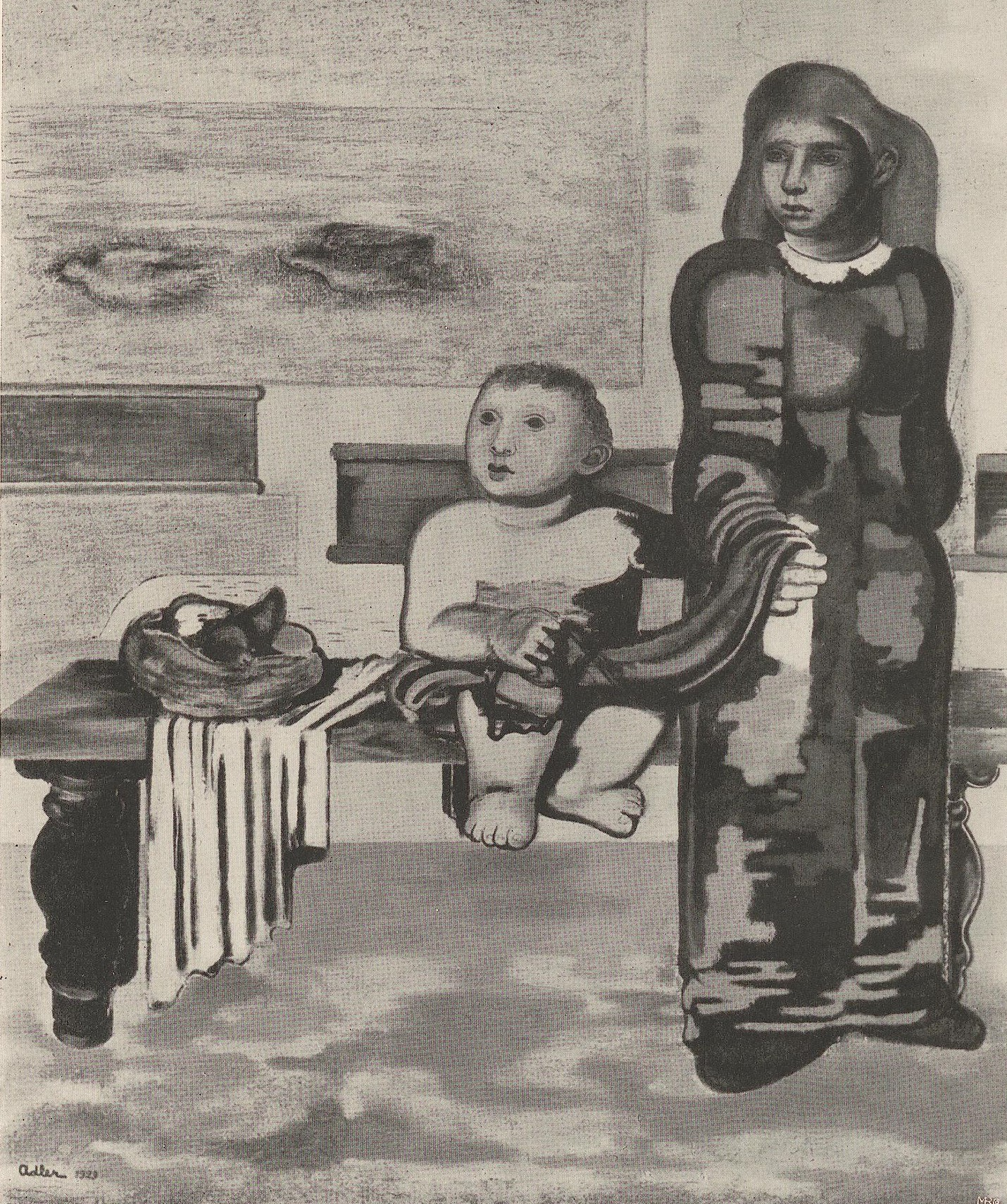
Donna con bambino (1929)
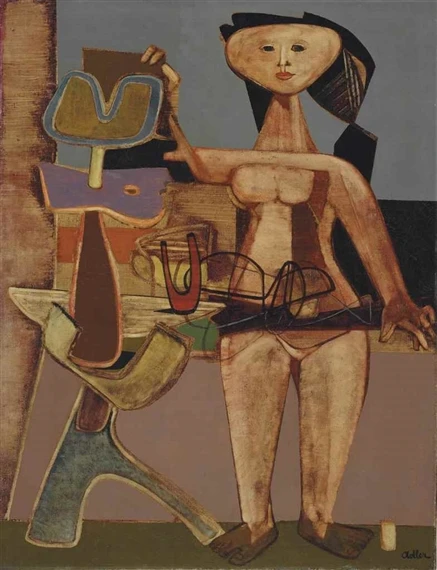
La Venere di Kirkcudbright (1943)